# Hybrid Theory Demo
Hybrid Theory (Demo) es un disco de promoción para el álbum Hybrid Theory cuando entre 1999 y 2000 la banda se llamaba Hybrid Theory y tiempo después fue cambiado a Linkin Park, se presume que fue el segundo disco que se grabó con Chester Bennington como vocalista, aun así no tuvo mucho éxito pero según la crítica de las personas que seguían a la banda desde ese tiempo ya sabían que ellos tenían esa esencia que años después los consagrarían, sin embargo no fueron aceptados por ninguna empresa discográfica. Hay una versión de la demo que contiene los tracks: Carousel (Demo) y And One (Demo)
| N.º   | Título                                          | Duración |  |
| 1.    | «Untitled (In the End Demo)»                    | 3:52     |  |
| 2.    | «Points & Authority (Points of Authority Demo)» | 2:51     |  |
| 3.    | «Super xero (By Myself Demo)»                   | 3:16     |  |
| 4.    | «Crawling (Crawling Demo)»                      | 3:51     |  |
| 5.    | «Carousel (Demo)»                               | 3:00     |  |
| 6.    | «Part of Me (Demo)»                             | 3:45     |  |
| 7.    | «And One (Demo)»                                | 4:29     |  |
| 8.    | «She Couldn't (Demo)»                           | 5:26     |  |
| 33:43 |                                                 |          |  |